# Landbouwkrediet-Colnago/Saison 2006
Mannschaft und Erfolge des Team Landbouwkrediet-Colnago in der Saison 2006.

## Erfolge

### Erfolge in der UCI Europe Tour
| Datum    | Rennen           | Fahrer           |
| -------- | ---------------- | ---------------- |
| 19. März | GP Rudy Dhaenens | Filip Meirhaeghe |

## Mannschaft
| Name                | Geburtstag         | Nationalität           |
| ------------------- | ------------------ | ---------------------- |
| Frédéric Amorison   | 16. Februar 1978   | Belgien                |
| Andy Cappelle       | 30. April 1979     | Belgien                |
| Joeri Clauwaert     | 3. Juli 1983       | Belgien                |
| Mathieu Criquélion  | 27. April 1981     | Belgien                |
| Steve Cummings      | 19. März 1981      | Vereinigtes Königreich |
| Bert De Waele       | 21. Juli 1975      | Belgien                |
| Sjef De Wilde       | 3. Mai 1981        | Belgien                |
| Grégory Habeaux     | 20. Oktober 1982   | Belgien                |
| Steven Kleynen      | 22. Dezember 1977  | Belgien                |
| Jean-Claude Lebeau  | 5. Juni 1979       | Belgien                |
| Paul Manning        | 6. November 1974   | Vereinigtes Königreich |
| Filip Meirhaeghe    | 5. März 1971       | Belgien                |
| Kevin Neirynck      | 16. November 1982  | Belgien                |
| Sven Renders        | 12. August 1981    | Belgien                |
| Nico Sijmens        | 1. April 1978      | Belgien                |
| Jean-Paul Simon     | 26. März 1982      | Belgien                |
| Jurgen Van Loocke   | 1. Juli 1980       | Belgien                |
| James Vanlandschoot | 26. August 1978    | Belgien                |
| David Verheyen      | 15. September 1981 | Belgien                |
| Johan Verstrepen    | 21. Oktober 1967   | Belgien                |